# 城南街道 (苏州市)
城南街道，是中华人民共和国江苏省苏州市吴中区下辖的一个乡镇级行政单位。

## 行政区划
城南街道下辖以下地区：
龙南社区、新江社区、宝带桥社区、红庄社区、东湖社区、南石湖社区、碧波社区、南港社区、阳光苑社区、商贸城社区、桂苑社区、新城苑社区和玫瑰苑社区。